# Petăr Mihtarski
Petăr Mihtarski (in bulgaro Петър Михтарски?; Blagoevgrad, 15 luglio 1966) è un allenatore di calcio ed ex calciatore bulgaro.

## Carriera
Ha fatto parte della nazionale Bulgara, raggiungendo nel 1994 la semifinale di Coppa del Mondo.
A livello di club ha militato per il Pirin Blagoevgrad, CSKA Sofia ed il Levski Sofia in Bulgaria. Ha inoltre giocato per brevi periodi nel Porto, Mallorca e Wolfsburg.

## Palmarès

### Giocatore

#### Club
- Coppa di Bulgaria: 1

Levski Sofia: 1991
- Campionato bulgaro: 1

Levski Sofia: 2000-2001
- Campionato portoghese: 1

Porto: 1991-1992
- Supercoppa di Portogallo: 1

Porto: 1991

#### Individuale
- Capocannoniere del campionato bulgaro: 2

1999-1991 (20 gol), 1994-1995 (24 gol)